# Mouvement national marocain
Pour les articles homonymes, voir Mouvement national.
Le mouvement national marocain(en arabe : الحركة الوطنية المغربية [al-haraka al-wataniya al-maghribiya]), ou la mouvance nationale marocaine, est un mouvement sociopolitique urbain né en 1930, qui a milité contre les protectorats français et espagnol au Maroc pour obtenir finalement l’indépendance du pays en 1956, et c'est l'un des mouvement qui a étais le plus difficile aux colonisateur de le contenir 

## Contexte

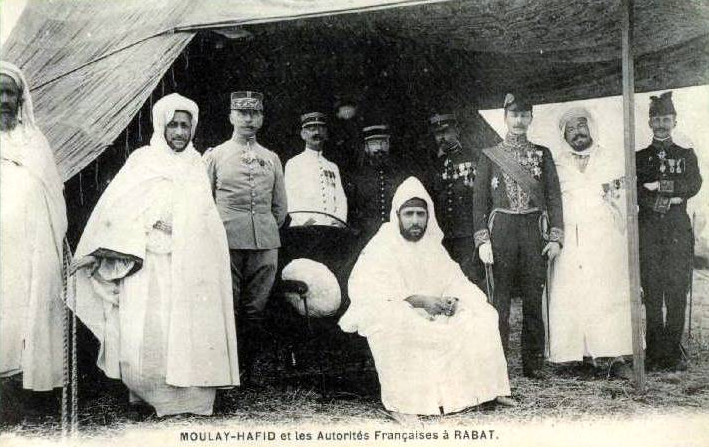
Le sultan Abd al-Hafid, Mohammed el Mokri, Mohamed Ben Bouchta El Baghdadi, Si Kaddour Benghabrit, le général Hubert Lyautey et le général Moinier, le 8 août 1912

En 1902, Théophile Delcassé, le ministre français des Affaires étrangères, entame des négociations après l’assassinat d’un négociant oranais sur la côte rifaine. Un accord est conclu, qui autorise la France à « aider au maintien de l'ordre » l'administration marocaine dans les régions incontrôlées du Maroc oriental. La colonisation française du Maroc avait commencé par la prise de contrôle d’administrations et d’infrastructures en échange de remise de dettes.
En 1904, après des accords franco-britanniques du 6 octobre 1904, puis franco-espagnol : la France pouvait espérer avoir les mains libres au Maroc,,.
Le sultan Abd al-Aziz repoussa dès lors le programme des réformes proposé par la France, dont l'application aurait pu régénérer son pays. Il demanda la réunion d'une conférence internationale, laquelle se tint, trois mois durant, du 13 janvier au 7 avril 1906 à Algésiras,.
Le 30 juillet 1907, neuf ouvriers européens sont tués par une foule exaltée à Casablanca,. Des bateaux de guerre français vont alors bombarder la ville, la livrant au pillage des tribus avoisinantes. La chaouia sera ensuite conquise. Au moins deux mille Marocains furent tués pendant ces opérations[source insuffisante].
Le 28 avril 1912, le gouvernement français confia l'organisation du protectorat au général Hubert Lyautey. Sa conquête de certaines villes fut coûteuse, car elle nécessita la création de voies de transport (pour 56 000 soldats en 1912, 70 000 en 1913 puis 63 000 en 1914) et la souscription de nombreux prêts, ce qui fut critiqué par le Parlement français,.

## Histoire

### Résistance armée

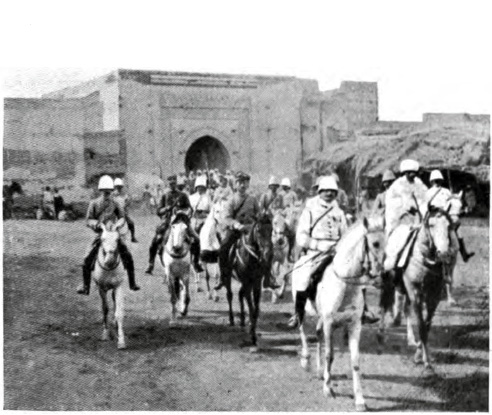
Charles Mangin entre à Marrakech, 9 septembre 1912

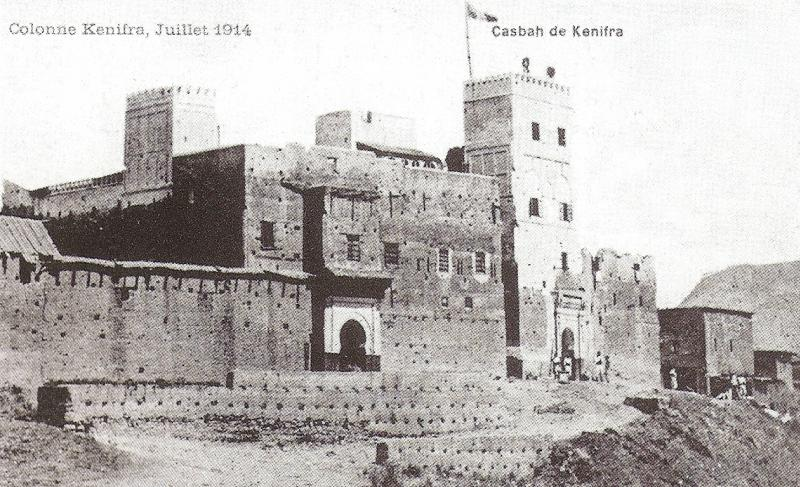
La casbah de Mouha Ou Hammou Zayani devenue état major après l'occupation de Khénifra en 1914, René Philippe Laverdure était le chef militaire du territoire Zayan

Dès août 1912, une résistance armée à l’installation française apparaît au Maroc, comptant notamment parmi ses rangs Ahmed al-Hiba, Mouha Ou Hammou Zayani, Abdelkrim el-Khattabi et Assou Oubasslam.
Le 6 septembre 1912, le prétendant Ahmed al-Hiba, qui s'est proclamé sultan à Marrakech, perd la bataille de Sidi Bou Othmane. Le lendemain, le général Mangin entre à Marrakech,,
En mai 1914, la ville de Taza est occupée par le général Gouraud. En décembre de la même année, le chef zayan Mouha Ou Hammou Zayani gagne la bataille d'Elhri où les forces coloniales subissent une lourde et humiliante défaite : 623 soldats et 33 officiers morts et plus de 175 blessés dont 5 officiers,.
Au cours de la Guerre du Rif, en 1921 (le 15 Mouharram 1340 en Hégire) une république fut créé au nord du pays, celle-ci était dirigée par Abdelkrim el-Khattabi étant donné qu’il était le chef de la guerre de libération, la république était une construction politique, édifiée autour du noyau central de guerriers, d’après la constitution, quatre postes ont été créés : conseiller du président de la République (équivalent du chef du gouvernement), ministre des Affaires étrangères, ministre des Finances, ministre du Commerce, tandis que les postes de ministre de l’Intérieur et de la Guerre sont dans les pouvoirs du président.

### Débuts

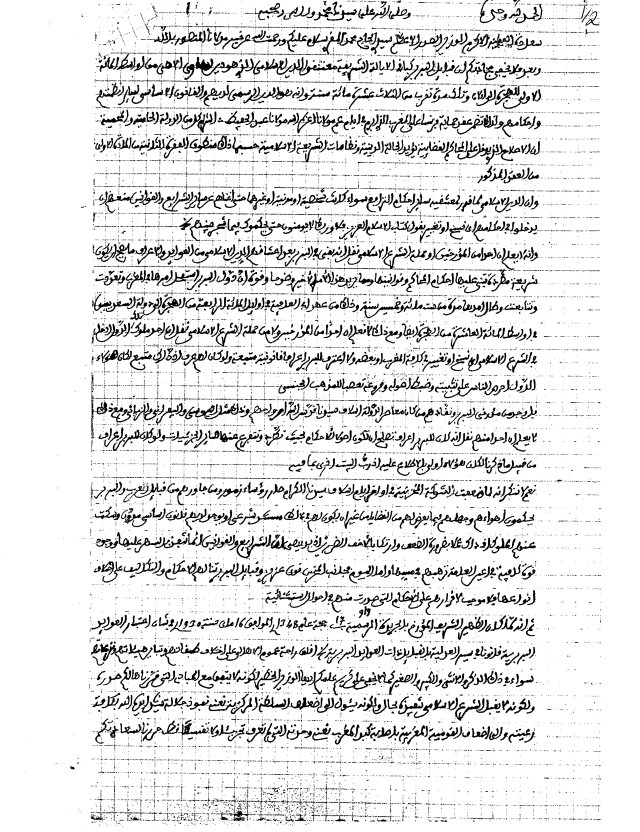
Pétition rédigée par le mufti Abu Bakr Zniber. Celle-ci a été remise au nom de la population de Salé au sultan du Maroc Mohammed V.

Le 2 août 1926, Ahmed Balafrej crée « la Société des amis de la vérité » à Rabat, première forme d'organisation nationaliste marocaine, autant société secrète que club de discussion politique,.
Ensuite, un mouvement nationaliste est créé, essentiellement pour lutter contre le Dahir berbère, imposé par les autorités du protectorat français, qui enlève au sultan Mohammed V son pouvoir de juridiction sur les tribus d'origine berbère et établit une ségrégation ethnique, au risque de faire disparaitre les derniers symboles de la souveraineté nationale. La publication du Dahir entraîne une grande agitation au Maroc et dans tout le monde musulman, avant que, sous la pression, il ne soit vidé de sa substance en 1934,,.
Avant de parvenir à Dâr-al-Makhzen, le texte préparé par la France devait être traduit en langue arabe. C'est ainsi que le texte arrive en 1930 entre les mains d'un Salétin, Abdellatif Sbihi, qui en mesure rapidement la gravité et alerte ses compagnons nationalistes. Ils y voient une tentative de division du peuple marocain, notamment à la lecture de l'article 6 sur la volonté mal déguisée d'assimiler et de christianiser, à plus ou moins brève échéance, une composante essentielle de la population,[réf. non conforme] :

« ART. 6. — Les juridictions françaises statuant en matière pénale, suivant les règles qui leur sont propres, sont compétentes pour la répression des crimes commis en pays berbère quelle que soit la condition de l’auteur du crime.
Dans ces cas, est applicable le dahir du 12 août 1913 (9 ramadan 1331) sur la procédure criminelle »

— Dahir [du 12 août 1913] sur la procédure criminelle, Bulletin officiel de l'Empire chérifien - Protectorat de la République française au Maroc, 12 septembre 1913.
Le vendredi 27 juin 1930, l'imam Haj Ali Aouad présida à la Grande Mosquée de Salé à la lecture du Latif,. Roberte Rezette dans son ouvrage Les Partis politiques marocains écrit « La campagne contre le Dahir berbère commença par la récitation du Latif dans les mosquées de Salé ». Tous les fidèles scandent à haute voix la phrase suivante : « Ô Sauveur, épargne-nous les mauvais traitements du Destin et ne nous sépare pas de nos frères berbères ». Cette prière du Latif constitue le point de départ des manifestations religieuses qui se propagent de ville en ville dans tout le pays. Ce jour est considéré comme le jour de l’éclosion du nationalisme marocain.
C'est ainsi qu'elle alimenta les manifestations. Le 4 juillet, Rabat s'enflamme dans les mosquées sous l'impulsion de Mohamed Lyazidi et le 5 juillet à la mosquée-université Quaraouiyine à Fès grâce au alem Chahbi Al Qorchi avant de s'étendre à Marrakech puis Casablanca.
Chakib Arslan fut le porte-voix de la campagne lancée contre le dahir berbère avec son journal La Nation arabe. Il devint un membre important de l'Action marocaine et prit en 1932 pour secrétaire du mouvement Mohamed Hassan Ouazzani,.

### Création des journaux
À côté du nationalisme traditionnel commençait à bourgeonner un nationalisme plus moderne, plus proche du modèle occidental. Ce nationalisme est incarné par Mohamed Hassan Ouazzani, fondateur du premier journal francophone du mouvement national L'Action du peuple (anciennement La Volonté du Peuple '), sous-titré organe de défense des intérêts marocains,.
En 1906, Abdelkrim el-Khattabi était journaliste au quotidien El Telegrama del Rif (ancien journal local de la ville autonome de Melilla) dans les colonnes duquel il préconisait la coopération avec les Européens afin de libérer l'oumma de l'ignorance et du sous-développement,.
En 1926, Saïd Hajji s'engage en créant l'association al-Widad pour faire ses premiers pas dans la presse. Il commence par publier les journaux Al-Widad, Widad, al-Madrassa et al-Watan pour lesquels il n'utilise qu'un papier de mauvaise qualité faute de moyens financiers. En 1937, il fonde le journal politique arabophone Al-Maghrib qui connut un succès inégalé mais était sévèrement soumis à la censure.
Après la nomination du nouveau résident général de France au Maroc, le général Charles Noguès, trois journaux sont autorisés à paraître : le journal arabophone Al Atlas du Comité d’action nationale, le quotidien francophone L’Action du peuple dirigé par Mohamed Hassan Ouazzani et le journal arabophone Al Maghrib chapeauté par Saïd Hajji,.
Le 8 janvier 1929, on pouvait lire à la une de l'hebdomadaire al-Widad : « Ce journal a été créé pour combattre le colonialisme et l'esclavage. Chaque Marocain sera condamné à être anéanti s'il ne se réveille pas sur le champ et n'adopte la devise : la mort si nécessaire et que vive le Maroc ! ».
Arrivés au Maroc en 1942 lors de l'opération Torch, les Américains fondent un journal en leur faveur, La Voie nationale. Ce dernier fut créé et dirigé par Abdellatif Sbihi. Les effets de la propagande du journal se firent sentir sur le mouvement national ; la présence et les sympathies américaines exaltèrent le nationalisme marocain et le mouvement national en profita pour se réorganiser et se consolider[Comment ?].
Entre 1953 et 1956, Mehdi Bennouna dirigea le journal Al Oumma, organe du Parti des réformes nationales à Tanger.
La presse nationale marocaine durant le protectorat était « une école de prise de conscience politique et sociale en même temps qu’un miroir sur lequel venaient se refléter les ambitions des Marocains », comme l'analysait le quotidien Al Alam du 20 novembre 1988.
Voici ci-dessous un tableau des journaux à l'époque du protectorat :
| Dans le protectorat français    |                                                                           |
| Journal                         | Informations                                                              |
| L'Action du Peuple              | paru en 1933-1934 puis en 1937, organe du Mouvement patriotique           |
| L'Action populaire              | paru en 1937, organe du Parti national                                    |
| Al-Atlas (arabe)                | paru en 1937, organe du Parti national                                    |
| Al-Maghrib (arabe)              | paru de 1937 à 1944, indépendant, proche du Parti national                |
| At-Takkadoum (arabe)            | paru en 1938, indépendant, proche du Parti national                       |
| Dans le protectorat espagnol    |                                                                           |
| Journal                         | Informations                                                              |
| Al-Hayat (arabe)                | paru en 1934                                                              |
| Al-Horria (arabe)               | paru de 1937 à 1942, organe du Parti des réformes nationales              |
| Er-Rif (arabe)                  | paru de 1936 à 1942, indépendant, proche du Parti des réformes nationales |
| Al-Ouahda al-Maghribiya (arabe) | paru de 1937 à 1942, organe du Parti d’unité marocaine                    |

### Naissances des partis politiques
Le premier parti politique nationaliste marocain, fondé en 1934 et regroupant toutes les cellules de jeunes activistes des villes, est nommé « Comité d'action marocaine » (CAM). Animé par Allal El Fassi, Mohamed Hassan Ouazzani et Ahmed Balafrej, il élabora un « plan de réformes » qui, sans remettre en cause le principe du protectorat, s'en prit à ses déviations et à l'administration directe,.
Un problème de leadership entre El Fassi et El Ouazani oblige ce dernier à quitter le CAM et à fonder son propre parti, la Haraka Al Kaoumia (« Mouvement patriotique »), ancêtre du Parti démocratique de l'indépendance. El Fassi crée en 1936 Al-Hizb al-Watani (« Parti national »), futur Parti de l'Istiqlal,,,.
C’est donc en 1937 que les premières formations politiques marocaines modernes ont vu le jour : au nord, Mohamed Mekki Naciri et Abdelkhalek Torres fondent respectivement le Parti d'unité marocaine et le Parti des réformes nationales,,.

### LePlan de réformes marocaines
Ce texte a été présenté à Paris par Omar Benabdeljalil et Mohamed Hassan Ouazzani au Ministre français des Affaires Étrangères Monsieur Pierre Laval, à Rabat au Sultan Mohammed V par Abdelaziz Bendriss Amraoui, Ahmed Cherkaoui, Mohamed Ghazi et Boubker el-Kadiri, ainsi qu’au résident général de France au Maroc Monsieur Henri Ponsot par Mohamed Diouri, Allal El Fassi et Mohamed Lyazidi.
Voici le texte intégral du Plan de Réformes marocaines :

### Fête du Trône

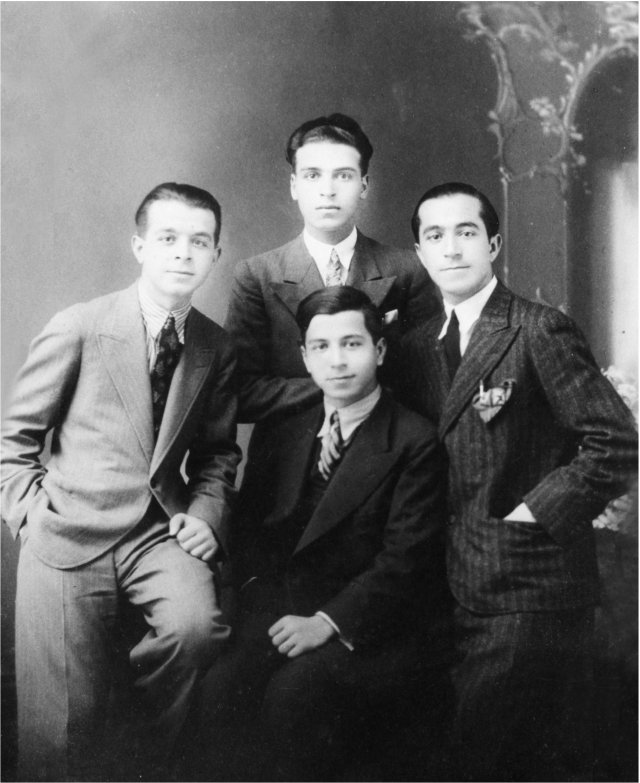
Jeunesse nationaliste.

La fête du Trône fut célébrée pour la première fois non officiellement le 18 novembre 1933 à Jnane Sbil (Fès). Elle fut proposée par le nationaliste Mohamed Hassar quelques mois auparavant en juillet 1933 dans la revue Majallat al-maghrib :

« Nous demandons aussi à ce propos que le gouvernement prenne une décision qui fait du jour de l’intronisation de Sa Majesté une fête nationale (‘îd watani). »

À Salé, Mohamed ben Driss Alaoui, alors cadi de la ville, eut l'idée de commémorer l'intronisation du sultan Sidi Mohammed Ben Youssef le 18 novembre 1933, à l'instar de la Grande-Bretagne sous le règne du roi George V, en réunissant un groupe de six adoul de la ville auxquels il donna le nom de « Comité des Fêtes ». Celui-ci se composait, entre autres, de Mohamed ben Taïb Alaoui, Moulay Driss Maâninou, Boubker Aouad et Mohamed Gharbi. Les habitants reçurent une lettre de remerciements de la part du sultan. Associant une manifestation de loyalisme au sultan à la cause nationaliste, la fête est officialisée par le dahir du 26 octobre 1934, en application d’une décision ministérielle publiée par Mohammed €l Mokri et reproduite au bulletin officiel en date du 2 novembre 1934, sous l’appellation « Fête du souvenir ». Le nationaliste Mohamed Hassar écrivit un article à ce sujet au journal Al Maghrib dirigé par Abu Bakr Zniber - une relation corroborée par un autre article du correspondant à Salé du journal Essaâda, Mohamed Gharbi, paru au no 4051 de novembre 1933, intitulé « Salé commémore la fête du trône »,,. À cette occasion, un premier hymne national est composée par Mohammed el-Qorri (min nodma), celui-ci reflète les espoirs de la nation en Sa Majesté,.

### Participation des Marocains à la Seconde Guerre mondiale

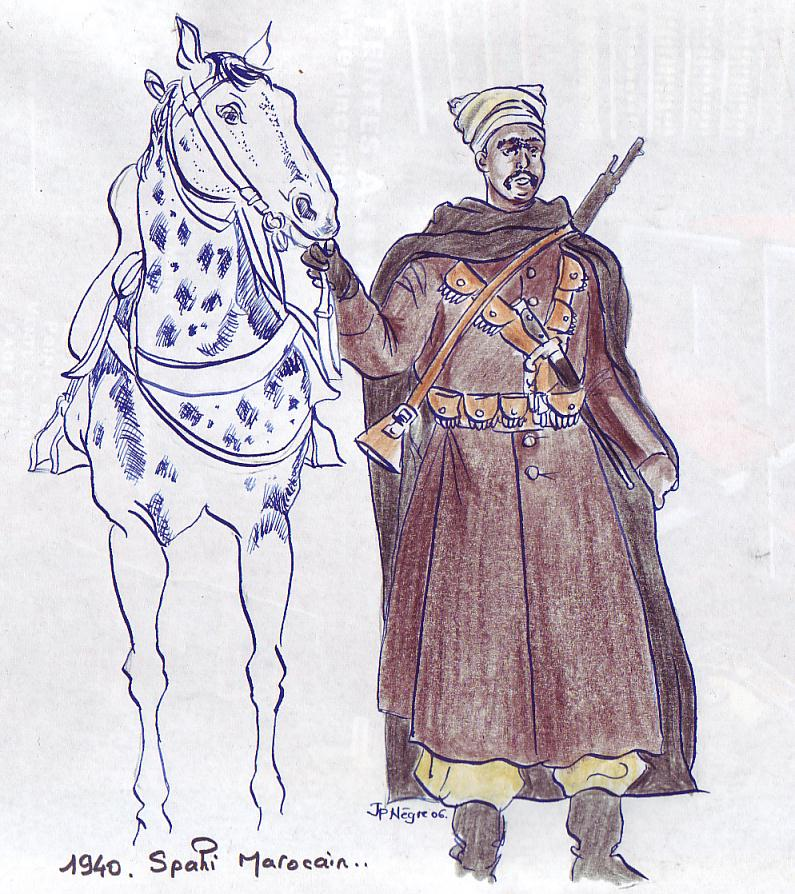
Spahis marocains (1940)

Durant la Seconde Guerre mondiale, les nationalistes et à leur tête le sultan Mohammed V affirment leur loyauté et leur solidarité avec la France et les Alliés,,.
En septembre 1939, pour la deuxième fois depuis le début du siècle, le 1er régiment de tirailleurs marocains prend pied sur le sol de France pour participer à la Seconde Guerre mondiale contre l'Allemagne.
Dans la même année, le 1er régiment de spahis marocains met sur pied 2 groupes de reconnaissance de division d'infanterie (GRDI) :
- le 191e GRDI à Alep
- le 192e GRDI à Damas

Le 1er juillet 1940, 38 Spahis à cheval d'un escadron du 1er RSM, commandé par le capitaine Paul Jourdier rejoignent la France libre en Égypte et continuent le combat en Érythrée puis en Syrie contre les forces restées fidèles au maréchal Pétain. C'est le Chef d'Escadrons Jourdier qui accueillit, à Irbid, le 22 mai 1941, le colonel Philibert Collet et ses hommes du Groupement Tcherkess qui rallient la France libre. Ce premier escadron donne ensuite naissance au 1er régiment de marche de spahis marocains en septembre 1942.
Pendant ce temps, le 1er RSM a combattu lui aussi en Syrie (mais du côté des forces du régime de Vichy). Renvoyé au Maroc il combat contre les Américains lors de leur débarquement en Afrique du Nord, puis dans l'Armée de la Libération il participe aux combats de Royan en 1945.
En 1943, le 3e régiment de spahis marocains intègre le Corps expéditionnaire français (CEF) avec lequel il participe au sein de la 2e division d'infanterie marocaine à la campagne d'Italie, ouvre la route de Rome. Puis participe à la Libération de la France (Vercors, Trouée de Belfort) et enchaine avec la campagne d'Allemagne jusqu'au 8 mai 1945. Il s'installe au camp de Bockange à compter du 26 avril 1946 et participera plus tard aux opérations de maintien de l'ordre au Maroc et en Algérie. Le casernement est commandé par le Chef d'Escadron de la Croix de Castries.
Ensuite, après les réarmement de l'Armée française en Afrique du Nord, le 1er régiment de tirailleurs marocains participe à la libération de la Corse, puis en 1944 à la Campagne d'Italie au sein de la 4e division marocaine de montagne du corps expéditionnaire français commandé par le général Juin. En août 1944, il débarque en Provence et participe à la libération du sud-est de la France puis à la campagne d'Allemagne.

### Manifeste de l'indépendance

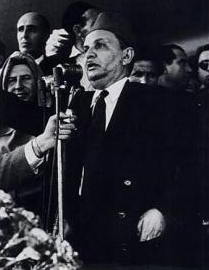
Allal El Fassi en septembre 1956.

Le 28 janvier 1944, les autorités coloniales procèdent à l'arrestation du secrétaire général du Parti de l'Istiqlal, Ahmed Balafrej, et de son adjoint, Mohamed Lyazidi. De grandes manifestations de protestation se déclenchent à Rabat, Salé, Fès et dans d'autres villes du Royaume. Abderrahim Bouabid conduit la manifestation populaire de Salé. La manifestation est réprimée dans le sang et il est arrêté et transféré à la prison de Laâlou à Rabat.

### Révolution du Roi et du peuple

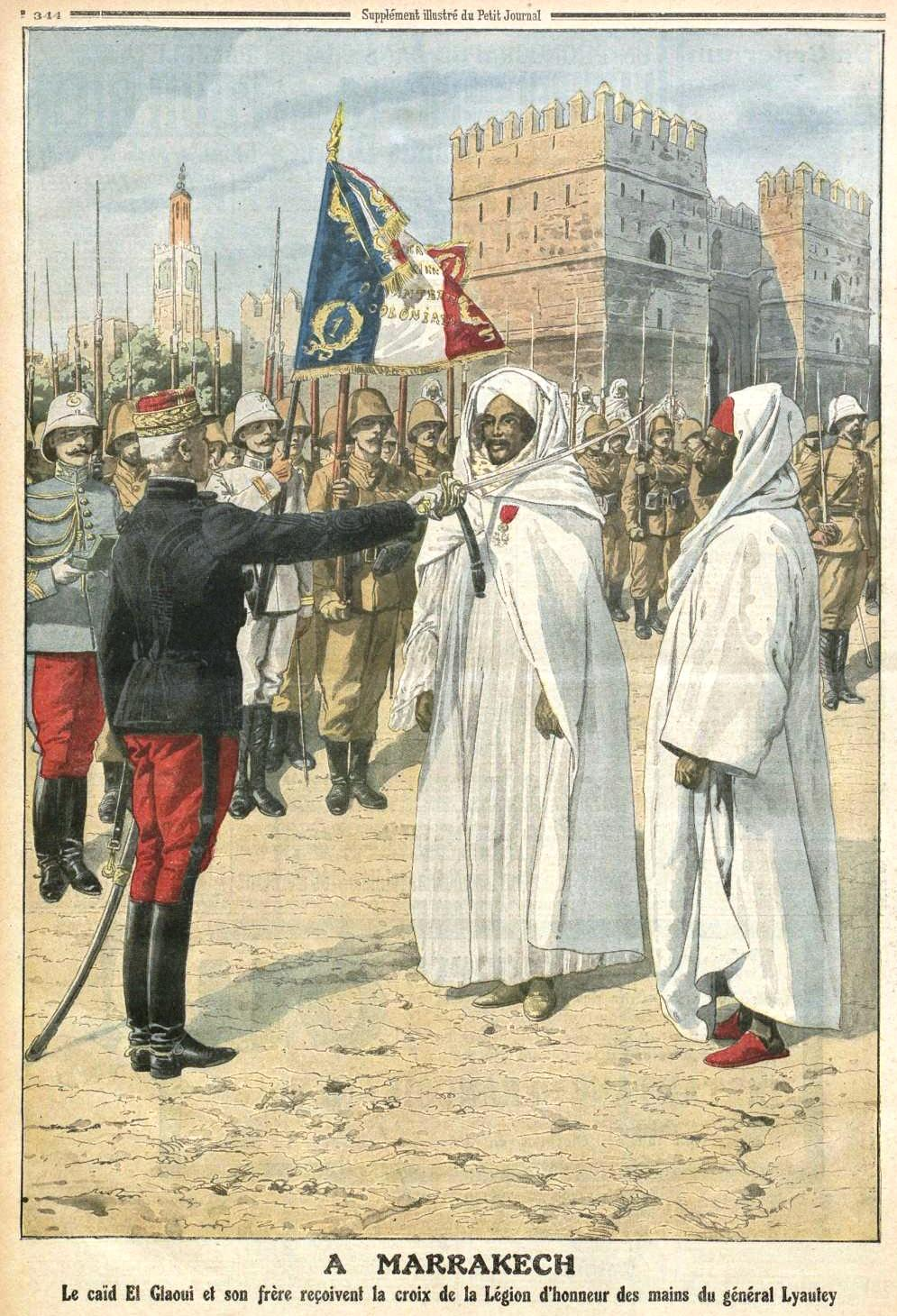
Le caïd El Glaoui et son frère reçoivent la croix de la Légion d'honneur des mains du général Lyautey.

Le 20 août 1953, la révolution du Roi et du peuple est déclenchée après la manœuvre du général Augustin Guillaume, résident général au Maroc depuis 1951, en conflit ouvert avec Mohammed V qui soutient les revendications indépendantistes de l'Istiqlal. Le général français, soutenu par d’autres élites marocaines, notamment le pacha de Marrakech Thami El Glaoui qui se montre insolent à l'égard du sultan lors d'une audience, ainsi que l’ouléma de Fès Abdelhay Kettani et les tribus berbères, fait déposer Mohammed V pour placer son oncle, Mohammed ben Arafa, sur le trône, tandis que Mohammed V refuse d’abdiquer,.
Le nouveau sultan du Maroc, Mohammed ben Arafa, échappe le 11 septembre 1953 à une tentative d'assassinat de la part d'Allal ben Abdallah.

### Retour à la résistance armée
Le 7 avril 1947, à la nouvelle médina de Casablanca, des tirailleurs sénégalais ouvrent le feu et font 65 morts et 120 blessés,.
Une armée de libération nationale (ALN) est créée,qui prépare plusieurs opérations contre les forces d'occupation, notamment dans le nord du Maroc en août 1955.
Les 7 et 8 décembre 1952, des émeutes éclatent à Casablanca à la suite de la nouvelle de l’assassinat de Farhat Hached. La troupe fusille les manifestants faisant d'une centaine à trois cents morts, selon les historiens, au cours de ces émeutes de Casablanca, et  emprisonne quelque quatre cents cadres du Parti de l'Istiqlal, exile ses quarante plus hauts responsables. Le sultan lui-même est exilé avec sa famille à Madagascar en 1953. Le Parti de l'Istiqlal et le Parti communiste marocain sont dissous.
Le jeudi 24 décembre 1953 à 11 h 30, une bombe explose au marché central de Casablanca, faisant dix-neuf morts et quarante-huit blessés,,.
Ensuite, dans la soirée du samedi 11 juin 1955, Jacques Lemaigre Dubreuil est assassiné à Casablanca sur la place qui porte désormais son nom, au pied de l'immeuble Liberté qu'il habitait.
| Année | Opérations avec les pistolets | Opérations avec les bombes | Suicides par immolation | Interventions contre les traîtres | Interventions contre les traîtres | Interventions contre les étrangers | Interventions contre les étrangers |
| Année |                               |                            |                         | Blessés                           | Morts                             | Blessés                            | Morts                              |
| ----- | ----------------------------- | -------------------------- | ----------------------- | --------------------------------- | --------------------------------- | ---------------------------------- | ---------------------------------- |
| 1953  | 47                            | 25                         | 39                      | 30                                | 36                                | 14                                 | 15                                 |
| 1954  | 124                           | 95                         | 93                      | 41                                | 112                               | 55                                 | 38                                 |
| 1955  | 393                           | 353                        | 217                     | 203                               | 225                               | 86                                 | 73                                 |
| 1956  | 54                            | 18                         | 38                      | 33                                | 54                                | 31                                 | 19                                 |
| Total | 618                           | 491                        | 387                     | 307                               | 427                               | 331                                | 145                                |

### Grand Maroc

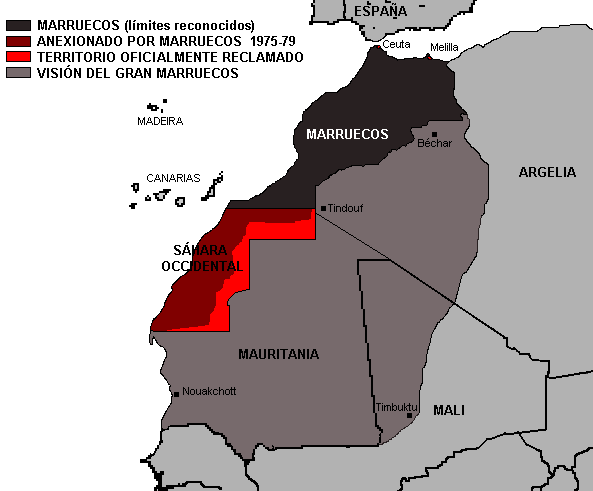
Espace géographique communément reconnu comme faisant partie du Grand Maroc.

La thèse du Grand Maroc prend peu à peu forme au sein des milieux indépendantistes marocains durant la seconde moitié du protectorat. Les réactions épidermiques au dahir berbère fédèrent les aspirations à l'unité nationale en ce sens que la quasi-totalité des dignitaires arabes et berbères s'indignent des tentatives de discrimination ethnique menées par l'occupant. L'ancrage africain de l'identité marocaine est quant à lui affirmé en 1948 par Allal El Fassi, emblème sinon initiateur de la théorie du Grand Maroc (il évoque alors la marocanité de Chinguetti). En cela il a sans doute été marqué par son exil au Gabon,.

### Indépendance du Maroc

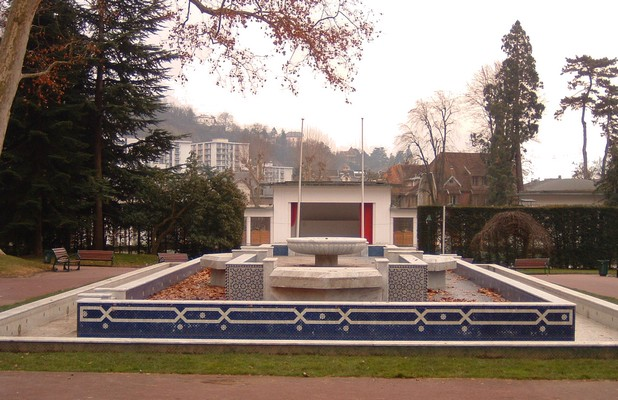
Fontaine hommage, rappelant les négociations pour l'indépendance du Maroc, dans le parc de verdure d'Aix-les-Bains.

Le 6 novembre 1955, la déclaration de La Celle-Saint-Cloud annonce des « négociations destinées à faire accéder le Maroc au statut d'État, indépendant, uni à la France par des liens permanents d'une interdépendance librement consentie et définie ». Cinq mois après, précisément le 2 mars 1956, les négociations aboutissent à un accord qui considère comme caduc le traité de Fès du 30 mars 1912 et reconnait l'indépendance du Maroc. Figurent à la table des pourparlers, du côté marocain, Abderrahim Bouabid, Ahmed Lyazidi et Mehdi Ben Barka du Parti de l'Istiqlal et Abdelhadi Boutaleb et Mohamed Cherkaoui du Parti démocratique de l'indépendance. Du côté français, la délégation française est composée d'Edgar Faure, Pierre July, Robert Schuman ainsi que d'autres membres du gouvernement,,.
Le 7 avril 1956, un accord est signé à Madrid entre Mohammed V et le général Franco, mettant fin à la souveraineté espagnole sur le nord du pays. Le 20 octobre, la zone de Tanger, qui était soumise à un statut international particulier, est elle aussi réintégrée au Maroc.

### Premier gouvernement après l'indépendance

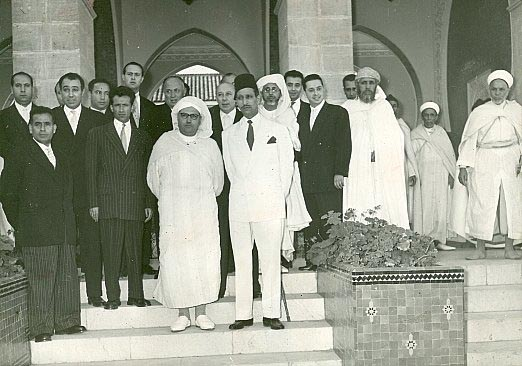
Photographie du gouvernement Bekkaï I.

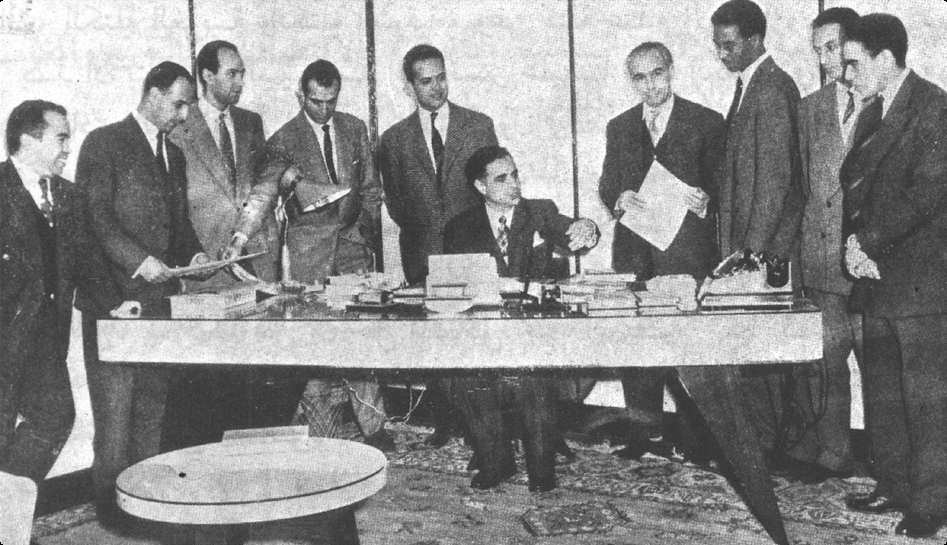
Premier ministère des Affaires étrangères. Ahmed Balafrej et ses collaborateurs en 1956, de gauche à droite autour de Balafrej : Laraki, Jaïdi, El Kouhen, Smires, Benani, Ghallab, Snoussi, Filali, Boucetta.

Le 7 décembre 1955 est créé le tout premier gouvernement du Maroc depuis l'indépendance par le Dahir du 7 décembre 1955. Il comportait au départ vingt portefeuilles, soit le président du Conseil Mbarek Bekkaï, le vice-président du Conseil Mohamed Zeghari et dix-huit autres ministres et secrétaires dont quatre ministres d’États (Driss M'hammedi, Abderrahim Bouabid, Mohamed Cherkaoui et Ahmed Reda Guedira).
Mais à partir du 26 avril 1956, soit quelques mois après la formation de ce gouvernement, un nouveau ministre se rajoute dans le gouvernement après la création du ministère des Affaires étrangères par décret. Ce nouveau membre est Ahmed Balafrej, qui fait partie de l'Istiqlal, premier ministre des affaires étrangères et futur chef de gouvernement. Ainsi à partir de cette date, le gouvernement Bekkaï I comportait vingt et un portefeuilles,.
Ce gouvernement a été créé avant la reconnaissance du Maroc par la France et l'Espagne et deux des quatre ministres d’États, Abderrahim Bouabid et Driss M'hammedi, ont été chargés des négociations avec le gouvernement français.
Parmi les ministres, dix d'entre eux sont issus du Parti de l'Istiqlal, six sont membres du Parti démocratique de l'indépendance, un fait partie du parti des libéraux indépendants et le reste, soit deux autres ministres, sont indépendants. Le président du Conseil Mbarek Bekkaï ainsi que le vice-président du Conseil Mohamed Zeghari ne font partie d'aucun parti politique et sont donc aussi indépendants. Il y a donc au total quatre membres ne faisant partie d'aucun parti politique dans ce gouvernement.
|                       | Portefeuille                                                                     | Nom                         | Parti politique |
| --------------------- | -------------------------------------------------------------------------------- | --------------------------- | --------------- |
| Présidence du Conseil |                                                                                  |                             |                 |
|                       | Président du Conseil                                                             | Mbarek Bekkaï               | Indépendant     |
|                       | Vice-président du Conseil                                                        | Mohamed Zeghari             | Indépendant     |
| Ministres             |                                                                                  |                             |                 |
|                       | Ministre d'État                                                                  | Driss M'hammedi             | PI              |
|                       | Ministre d'État                                                                  | Abderrahim Bouabid          | PI              |
|                       | Ministre d'État                                                                  | Mohamed Cherkaoui           | PDI             |
|                       | Ministre d'État                                                                  | Ahmed Reda Guedira          | PLD             |
|                       | Ministre de l'Intérieur                                                          | Lahcen Lyoussi              | Indépendant     |
|                       | Ministre de la Justice                                                           | Abdelkrim Benjelloun Touimi | PI              |
|                       | Ministre des Affaires étrangères                                                 | Ahmed Balafrej              | PI              |
|                       | Ministre des Finances                                                            | Abdelkader Benjelloun       | PDI             |
|                       | Ministre des Habous                                                              | Mohamed Mokhtar Soussi      | PI              |
|                       | Ministre de l'Éducation nationale et des Beaux Arts                              | Mohamed Ghali El Fassi      | PI              |
|                       | Ministre des Travaux publics                                                     | M'hamed Douiri              | PI              |
|                       | Ministre de l’Agriculture                                                        | Ahmed Ben Mansour Nejjaï    | PI              |
|                       | Ministre du Commerce, de l’Artisanat, et de la Marine marchande                  | Ahmed Lyazidi               | PI              |
|                       | Ministre de la Production industrielle et des Mines                              | Thami El Ouazzani           | PDI             |
|                       | Ministre de l’Emploi et des Affaires sociales                                    | Abdelhadi Boutaleb          | PDI             |
|                       | Ministre de la Santé                                                             | Abdelmalek Faraj            | Indépendant     |
|                       | Ministre de l’Urbanisme et de l’Habitat                                          | Mohamed Ben Bouchaïb        | PDI             |
|                       | Secrétaire d’État délégué auprès du Président du Conseil Chargé de l’Information | Abdallah Ibrahim            | PI              |
|                       | Secrétaire d’État à la Jeunesse et aux Sports                                    | Ahmed Bensouda              | PDI             |

## Relations internationales

### Avec la France

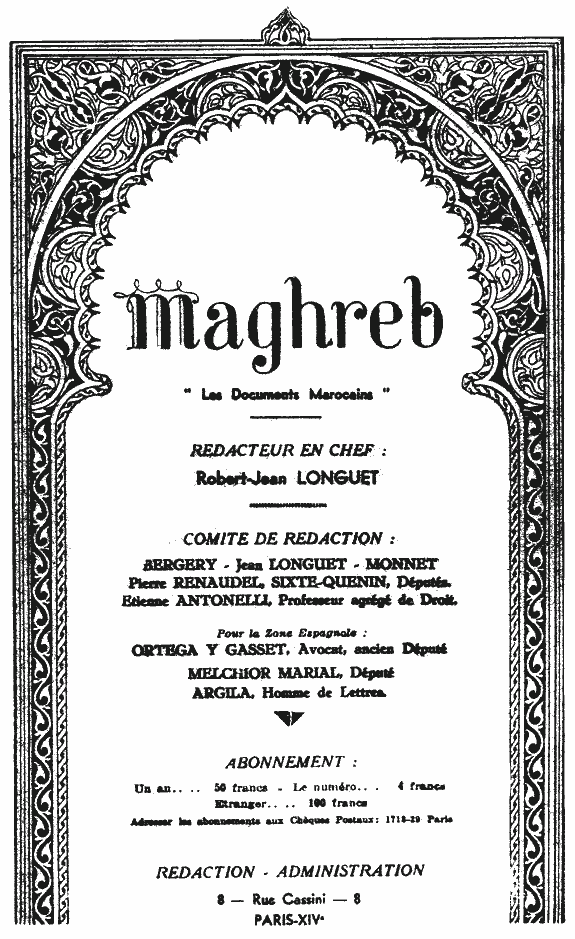
Une de la revue Maghreb.

Robert-Jean Longuet, avocat parisien, anticolonialiste et socialiste, reçoit au début 1932 la visite de Ahmed Balafrej, Mohamed Hassan Ouazzani et Omar Benabdeljalil venus lui demander d'assurer la défense des nationalistes marocains harcelés par les autorités. Cette demande se transforme en comité de rédaction de la revue francophone Maghreb, ce dernier se compose de François Albert, Gaston Bergery, Jean Longuet, Pierre Renaudel, Étienne Antonelli, Bernardo Giner de los Ríos et Argila, un homme de lettres espagnol. Le rédacteur en chef fut Robert-Jean Longuet,.
Cette revue publiait des articles qui ont été écrites par des nationalistes marocains et d'autres écrivains français expliquant l'importance du mouvement national et les espoirs qui se fixe à la démocratie française, et la lutte avec audace la politique suivie dans le pays, fournissant ses lecteurs des statistiques récentes qui montent les actes de discrimination raciale qui règne dans la conduite du protectorat au Maroc.

### Avec les États-Unis
Après la Seconde Guerre mondiale, une bataille pour la conquête de l’opinion américaine s’est engagée en Amérique entre les mouvements de libération de l’Afrique du Nord et les autorités coloniales.
Tout d’abord, le fait que l’opinion américaine s’est déjà familiarisée au Maroc, en raison de la vaste opération du débarquement allié américain sur les côtes marocaines le 18 décembre 1942, ensuite la fameuse conférence de Casablanca de 1943, plus tard l’installation de bases stratégiques américaines au Maroc et la présence d’intérêts considérables pour Washington dans ce pays[pas clair].
Les nationalistes marocains, conscients de ces faits, ont jugé à partir de 1945, vital pour leur cause d’établir aux États-Unis des bases pour leur propagande, profitant au maximum du sentiment anticolonialiste des
Américains, usant de divers moyens et canaux de propagande, rassurant le gouvernement de Washington et attaquant les thèses françaises,.
Au cours de l'année 1944, Abdellatif Sbihi, à la tête d'un groupe d'intellectuels, aidé par les Américains, créa le « Roosevelt Club ». Le club comprenait plusieurs personnalités marocaines telles qu'Ahmed Reda Guedira, le prince Moulay Hassan, oncle du sultan Mohammed V, Mohamed Bargach, Mehdi Bennouna, Rachid Mouline.
En 1951, un « Bureau marocain d'Information et de Documentation » est créé à New York par le Parti de l'Istiqlal, ce bureau était un véritable porte-parole de la cause marocaine, et fait connaître le mouvement nationaliste et l'indépendance nationale. Mehdi Benabboud était le chef du bureau, après l'indépendance, il devint le premier ambassadeur marocain aux États-Unis.

### Avec les pays arabo-musulmans
En 1937, création du Bureau du Maghreb Arabe œuvrant pour l'indépendance des pays du Maghreb (Maroc, Algérie, Tunisie) où siègent plusieurs nationalistes : Allal El Fassi, Ahmed Ibn El Melih, Habib Bourguiba et Mohamed Khider.
Le 4 octobre 1951, à l'ONU, les pays arabes demandent l'inscription de l'« affaire marocaine » à l'ordre du jour de la VIe session. Le 13 décembre 1951, l'assemblée générale décida par 28 voix contre 24 et 7 abstentions l'ajournement de la question.
En décembre 1953, sous l'impulsion des États arabes qui présentent un projet de résolution demandant d’accorder au Maroc le droit à l’autodétermination, celle-ci fut adoptée par l’Assemblée générale des Nations unies par 31 voix contre 18 et 9 abstentions,.

### Avec les organisations internationales
En 1917, lors de la conférence à Stockholm qui s'est tenu entre le 5 et 12 septembre, où le Maroc était représenté par Mohamed El-Attabi, cette conférence a pris les décisions suivantes :
1. L'indépendance du Maroc, qui n'a jamais connu la colonisation
2. Rendre Chinguetti au Maroc
3. Demander aux États neutres d'aider à obtenir cette indépendance

Dans la Conférence de Bandung qui donna naissance au Mouvement des non-alignés, accorda son soutien au droit du peuple marocain à l'auto- détermination, et demanda au gouvernement français d'aboutir à un règlement pacifique de cette affaire, parmi les thèmes abordés dans cette conférence : l’indépendance du Maroc,,.

## Rôle du syndicalisme
Au début des années 1930, lors du Protectorat français au Maroc, quelques associations ouvrières voient le jour, notamment celles des pêcheurs et cheminots marocains, elles se sont ensuite transformées en petits syndicats professionnels. En effet, les autorités françaises interdisaient la création de syndicats nationaux ; les travailleurs avaient toutefois le droit d'adhérer aux syndicats français, notamment la CGT, FO et la CFTC.
Le mouvement syndical au Maroc a vu le jour le 20 mars 1955 avec la création dans la clandestinité du premier syndicat national des Marocains, l'Union marocaine du travail (UMT). Le Maroc étant encore sous protectorat français, le gouvernement fait vite paraître son point de vue sur l'apparition de cette centrale syndicale. Il déclare le 21 mars 1955 que « la création d'un tel organisme n'est pas compatible avec la législation actuellement en vigueur au Maroc. Le droit syndical des Marocains ne peut être institué, comme dans tous les pays du monde que par la loi, c'est-à-dire au Maroc par un dahir ». L'UMT ne sera reconnue comme centrale syndicale qu'après son expansion dans tout le Maroc, en 1956, elle dénombre 65 000 adhérents. Sa réussite lui vient aussi du roi Mohammed V qui lui confère le statut « d'héritière » du mouvement national,.

## Femmes dans le mouvement
Plusieurs femmes ont participé à la guerre du Rif dont Hidna, sœur d’un résistant, qui avait assassiné l’officier Valdivia. Celle-ci a été tuée par les forces espagnoles lors d’une bataille en 1922. Aïcha Bent Abi Ziane, âgée de dix ans, aurait aussi joué un rôle majeur dans la bataille d'Anoual en 1921 où les Espagnols furent écrasés et refoulés jusqu’à Melilla. Mamat Al Farkhania, Aïcha Al Ouarghalia et Haddhoum Bent Al Hassan ont aussi joué un rôle[Lequel ?].
Au Moyen Atlas, Itto fille de Mouha Ou Hammou Zayani a mené la lutte aux côtés de son père et l’a poursuivie même après la mort de ce dernier jusqu’à ce qu’elle-même soit tuée.
Parmi les signataires du Manifeste de l'indépendance, on trouve une femme : Malika Belmehdi El Fassi, symbole absolument révolutionnaire dans une société à l'époque totalement patriarcat et féodale, celle-ci a rejoint la cellule secrète, dite Taïfa en 1937. Composée d'une soixantaine de membres, cette cellule comptait dans ses rangs les principaux dirigeants ainsi qu'un certain nombre de patriotes parmi les militants de la jeunesse active tels qu'Abderrahim Bouabid, Mehdi Ben Barka, Kacem Zhiri, Abdallah Ibrahim, Abdelkebir El Fassi, Tahar Zniber, Seddik Ben Larbi.
En outre, le 11 avril 1947, un jour après le discours de Tanger, Lalla Aicha, fille de Mohammed V et sœur de Hassan II, apparaît au public à visage découvert et prononce un discours pour la scolarisation et l’émancipation de ses concitoyennes, :

« Notre sultan, que Dieu le glorifie, attend de toutes les femmes marocaines qu’elles persévèrent dans la voie de l’enseignement. Elles sont le baromètre de notre renaissance. »

## Enseignement

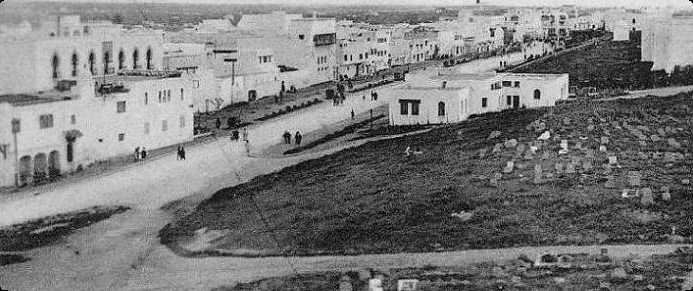
L'école des fils de notables de Rabat en 1916.

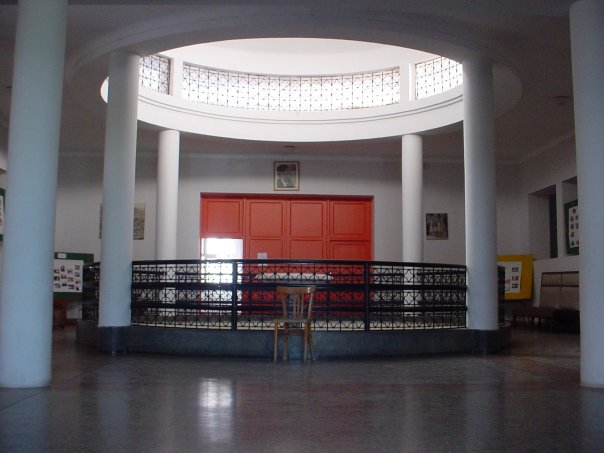
Hall du bâtiment de l'administration de l'École M'hammed Guessous, fondée par Ahmed Balafrej, dont on peut apercevoir le portrait au fond.

À la veille du protectorat, 150 000 élèves fréquentent les écoles coraniques et 2 500 les médersas.
Les Écoles de fils de notables comptaient 1 468 élèves en 1913 et en accueillaient 21 400 à la veille de la Seconde Guerre mondiale, pour atteindre le nombre de 314 800 en 1955. Ces écoles étaient des écoles élémentaires, payantes jusqu'en 1926, implantées à Fès, Marrakech, Rabat, Salé et Casablanca.
Vers la fin de 1918, le général Lyautey crée à Meknès l'école militaire de Dar El Beida, prestigieuse institution militaire unique en Afrique du Nord, dans le but d'intégrer les élites marocaines proches de l'administration coloniale, notamment les fils de Caïds et de Pachas marocains outre les personnalités de notables influentes de la société. Cette institution, devenue Académie royale militaire de Meknès contribue à la formation de cadres militaires dans diverses disciplines et administratifs (Caïd, Pachas, Khalifas).
En 1919, Ahmed Mekouar fonde l'école libre Sidi Bennani à Fès, avec un groupe d'amis nationalistes. Cette école a joué un rôle important dans l'enseignement et dans le nationalisme en même temps que l'école libre Najah créée en 1920.
En 1933, Boubker el-Kadiri fonde l'école Annahda (de la Renaissance), école indépendantiste par excellence dont l'enseignement de toutes les matières était en langue arabe. Étant progressiste, l'école est dirigée d'une manière moderne et la mixité fait son apparition, 13 ans plus tard il inaugura la section féminine de l'école Annahda,.
Un an plus tard, l'École M'hammed Guessous fut créé à Rabat, première école marocaine non coloniale bilingue, qui sera le creuset de la nouvelle élite marocaine de l'après-indépendance.
Puis en 1941, Mohammed Benlarbi al-Alami fonda l'école Prince Moulay Hassan à Casablanca. C'était la première école nationale inaugurée par le prince héritier à l'époque, le futur roi Hassan II, le 16 octobre 1944. De même, son internat fut inauguré par Mohammed V en 1946.

## Hommages
Voies portant le nom des goums ou des tabors
- Avenue des Goumiers à Marseille (Bouches-du-Rhône)
- Rue des Goums à Aubagne (Bouches-du-Rhône)
- Place des Tabors à Les Pennes-Mirabeau (Bouches-du-Rhône)
- Rue des Goumiers à Chatenois (Bas-Rhin)
- Rue des Tabors marocains à Lapoutroie (Haut-Rhin)
- Col « Aux Goums Marocains » dans les hautes Vosges (Vosges), avant de redescendre sur La Bresse

Monuments et plaques commémoratives aux goumiers marocains
- Stèle en hommage aux Goumiers marocains, avenue des Goumiers à Marseille « Marseille reconnaissante aux Tabors marocains. Sous les ordres des colonels Leblanc, Boyer de Latour et Masset du Biest, les 1er, 2e et 3e Groupements de Tabors Marocains ont participé à la libération de Marseille du 21 au 28 août 1944. Au cours des combats: 7 officiers, 10 sous-officiers français, 133 gradés et goumiers marocains ont été tués. 7 officiers, 38 sous-officiers français, 475 gradés et goumiers marocains ont été blessés. De l'Atlas au Danube, quatre GTM de l'Armée d'Afrique ont combattu aux côtés de la France et de ses alliés de décembre 1942 à la victoire du 8 mai 1945. »— Texte de la stèle en hommage aux Goumiers marocains, avenue des Goumiers, Marseille (2000)
- Monument aux morts de la division marocaine, Givenchy-en-Gohelle

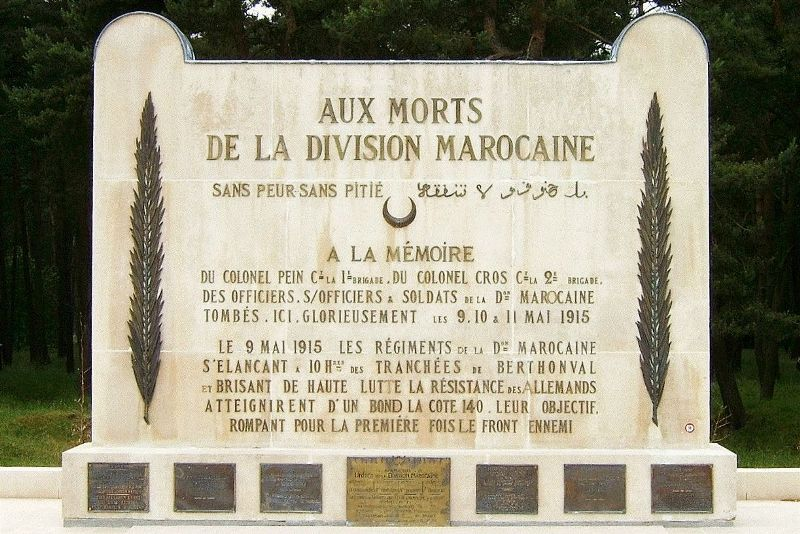
Monument aux morts de la division marocaine

« Aux morts de la division marocaine, sans peur, sans pitié. À la mémoire du Colonel Plein, commandant la 1re demi brigade, du Colonel Cros, commandant la 2e demi brigade, des officiers, des sous-officiers et soldats de la Division marocaine tombés ici glorieusement les 9, 10 et 11 mai 1915. Le 9 mai 1915, les régiments de la division marocaine s’élançant à 10 heures des tranchées de Berthonval et brisant de haute lutte la résistance des Allemands atteignirent d’un bond la côte 140, leur objectif, rompant pour la première fois le front ennemi. »
— Texte de la dédicace principale figurant sur le monument
« La division marocaine, de 1914 à 1918, fut la plus glorieuse des divisions de l’armée française et la seule dont tous les drapeaux furent décorés de la légion d’honneur. »
— Texte de la nouvelle plaque installée en avril 1987
Appréciations des officiers supérieurs
« C'est pour moi un plaisir tout particulier de vous féliciter des succès remarquables remportés sous votre commandement car, en saluant les Goums, je salue la renaissance de la France. »
— Extrait de la lettre du général Clark, commandant la Ve Armée anglo-américaine en Italie, au général Guillaume, commandant les goumiers, juin 1944
.

« Officiers, sous-officiers, goumiers des 1er, 2e, 3e, 4e GTM. [...] Cette victoire éclatante, vous l’avez obstinément préparée sur tous les champs de bataille de la Libération de novembre 1942 à avril 1945, de la Tunisie au Neckar et au Danube. En Tunisie, sommairement armés et équipés, vous avez acquis par vos exploits le droit de poursuivre la lutte en Europe à l’avant-garde des Alliés.
Vous avez en Sicile, vaillamment représenté l’Armée française. En Corse, vous avez libéré Bastia en attendant de prendre une part prépondérante à la conquête de l’Île d'Elbe.
En Italie, votre marche foudroyante en tête du corps de montagne […] déconcentré l’ennemi et ouvert la route de Rome. En France vous avez participé brillamment à la libération de Marseille, dégagé au passage Briançon, contribué […] à chasser l’ennemi des Vosges, puis à sauver Strasbourg.
Au cours de 30 mois d’une lutte ininterrompue, vous avez assené à l’ennemi de terribles coups, lui faisant 23 000 prisonniers et vous emparant d’un immense
matériel. Vos pertes ont été lourdes. Depuis la Tunisie, 8 300 des vôtres sont tombés, tués ou blessés dans le combat, sans ralentir jamais votre course
endiablée vers la victoire. Vous avez paré vos fanions d’une gloire impérissable. L’Allemagne vous craint. La France vous acclame. Les alliés vous admirent. Votre chef, qui, aux heures les plus graves de la défaite, mit sa foi en vous et vous prépara dans l’ombre, pour la revanche, et qui tant de fois, vous lança à l’assaut, est fier de vos succès. Vous pouvez rentrer au Maroc, la tête haute. Déjà vos hauts faits sont entrés dans la légende. La France n’oubliera jamais la part prise par vous à sa libération »

— Texte de félicitations du général Guillaume adressé aux goumiers, 11 mai 1945
.

« Les goums marocains quittent l'Armée française. Toute leur histoire est incluse entre ces deux dates : 1908 - 1956, la pacification du Maroc, la Tunisie, la Sicile, l'Italie, la Corse, l'Île d'Elbe, la France, l'Allemagne, l'Indochine, l'Aurès... Ils ont été de toutes les campagnes et peu de troupes ont cueilli, en si peu de temps, autant de gloire. Marqués dès leur origine, par le général d'Amade, du sceau du génie français, ils ont été pendant près d'un demi-siècle, fidèles à leur tradition de vie et de devoir. Leur rayonnement, dans la pacification du Maroc, leur fougue dans la reconquête du sol français sous l'impulsion de chefs prestigieux, leurs sacrifices en Extrême-Orient, ont inscrit une fulgurante épopée dans les plis de leur drapeau et de leurs fanions. Le destin des peuples va désormais nous séparer d'eux. A nos compagnons d'armes qui furent l'objet de notre part de tant de sollicitude, nous disons aujourd'hui un adieu ému. C'est la fierté au cœur d'avoir été dans leurs rangs, d'avoir mêlé généreusement notre sang au leur au cours de tous les combats, que nous leur garderons un souvenir plein de ferveur. Le drapeau des goums est pour la dernière fois au milieu de nous. En le saluant, élevons nos pensées vers tous ceux tombés glorieusement au champ d'honneur, officiers, sous-officiers, gradés, goumiers marocains. Puisse leur sacrifice résonner dans tous les cœurs. »

— Ordre de dissolution lu par le colonel Aunis, dernier commandant des goums marocains, le 9 mai 1956.
Commémorations historiques

## Filmographie
- La Bandera, film de Julien Duvivier avec Jean Gabin, 1935
- Les Goumiers marocains, d'Ahmed El Maânouni, 52 minutes, 1992
- Un printemps 1956, l'Indépendance du Maroc, de Frédéric Mitterrand, 56 minutes, 2006
- Rif 1921 : una historia olvidada (Rif 1921 - Une histoire oubliée), de Manuel Horillo, 77 minutes, 2007
- J'ai tant aimé…, de Dalila Ennadre, 50 minutes, 2008
- Bougafer 33, de Ahmed Baidou, 52 minutes, 2010
- Abdelkrim et la guerre du Rif de Daniel Cling diffusé par Arte, 2011